# Antonín Řehula

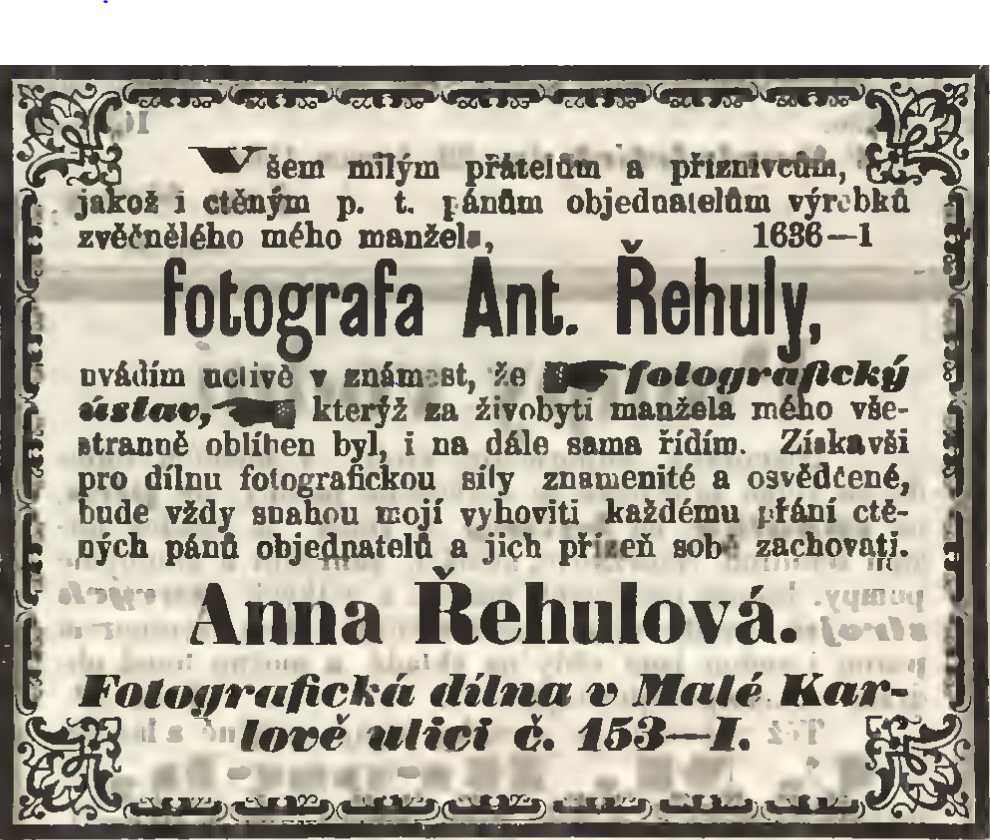
Inzerát vdovy Anny Řehulové (1864)

Antonín Řehula, psán též Rzehula (20. dubna 1825, Praha – 10. června 1864, Praha-Staré Město) byl český fotograf, původně malíř.

## Život
Podle soupisu pražských obyvatel byl akademický malíř.
Pavel Scheufler uvádí, že Antonín Řehula byl původně miniaturista, který pracoval v ateliéru průkopníka fotografie v českých zemích Wilhelma Horna. Od roku 1853 měl svůj fotografický ateliér v Malé Karlově ulici.
Roku 1849 se oženil s Annou, rozenou Sládečkovou (1820 nebo 1823–1880).
Zemřel náhle, ve spánku na mrtvici, ve věku 39 let. Podle matriky zemřelých byl příčinou Herzschlag (tedy srdeční mrtvice – infarkt myokardu). Vdova Anna Řehulová provozovala po jeho smrti nadále fotografický ateliér.

## Dílo
Antonín Řehula se živil jako fotograf. Národní muzeum uvádí jako jeho dílo vizitkovou fotografii – portrét Václava Hanky, který je reprodukcí starší, dnes neznámé kresby. Fotografie pochází pravděpodobně z roku 1861.